# Championnat de Croatie de football 2014-2015
Navigation
Saison 2013-2014 Saison 2015-2016
La saison 2014-2015 du Championnat de Croatie de football est la 24e édition de la première division croate. Cette saison, 10 clubs participent au championnat. Ils sont regroupés en une poule unique où chaque équipe rencontre tous ses adversaires quatre fois. Le dernier du classement est relégué et remplacé par le champion de deuxième division alors que l'avant-dernier doit disputer un barrage face au deuxième de D2.
C'est le tenant du titre, le Dinamo Zagreb, qui remporte à nouveau la compétition après avoir terminé invaincu en tête du classement final, avec treize points d'avance sur le HNK Rijeka et trente-huit sur le HNK Hajduk Split. C'est le dix-septième titre de champion de Croatie de l'histoire du club, le dixième consécutif pour le Dinamo qui réalise même le doublé en s'imposant en finale de la Coupe de Croatie face au RNK Split.

## Les dix clubs participants
- HNK Hajduk Split
- RNK Split
- HNK Rijeka
- Dinamo Zagreb
- NK Lokomotiva Zagreb
- NK Osijek
- NK Slaven Belupo
- NK Istra 1961
- NK Zadar
- NK Zagreb - Promu de D2

## Compétition
Le barème de points servant à établir le classement se décompose ainsi :
- Victoire : 3 points
- Match nul : 1 point
- Défaite, forfait ou abandon du match : 0 point

Pour le titre, les qualifications européennes et la relégation, les confrontations départagent les équipes à égalité de points. Dans les autres cas, la différence de buts est utilisée.

### Classement
| Rang | Équipe               | Pts | J  | G  | N  | P  | Bp | Bc | Diff |
| ---- | -------------------- | --- | -- | -- | -- | -- | -- | -- | ---- |
| 1    | Dinamo Zagreb'T'C    | 88  | 36 | 26 | 10 | 0  | 85 | 21 | +64  |
| 2    | HNK Rijeka           | 75  | 36 | 22 | 9  | 5  | 76 | 29 | +47  |
| 3    | HNK Hajduk Split -3  | 50  | 36 | 15 | 8  | 13 | 59 | 56 | +3   |
| 4    | NK Lokomotiva Zagreb | 46  | 36 | 13 | 7  | 16 | 59 | 68 | -9   |
| 5    | NK ZagrebP           | 46  | 36 | 13 | 7  | 16 | 45 | 54 | -9   |
| 6    | NK Slaven Belupo     | 42  | 36 | 11 | 9  | 16 | 38 | 49 | -11  |
| 7    | RNK Split            | 41  | 36 | 9  | 14 | 13 | 42 | 49 | -7   |
| 8    | NK Osijek            | 36  | 36 | 10 | 6  | 20 | 42 | 59 | -17  |
| 9    | NK Istra 1961        | 35  | 36 | 7  | 14 | 15 | 36 | 59 | -23  |
| 10   | NK Zadar             | 32  | 36 | 8  | 8  | 20 | 37 | 75 | -38  |

|  | Qualification pour la Ligue des champions de l'UEFA 2015-2016            |
|  | Qualification pour la Ligue Europa 2015-2016                             |
|  | Participation au barrage de promotion-relégation                         |
|  | Relégation en deuxième division                                          |
|  | T : Tenant du titre C : Vainqueur de la Coupe de Croatie P : Promu de D2 |

- Le HNK Hajduk Split reçoit une pénalité de trois points à la suite de son forfait lors du match de la 16e journée face au Dinamo Zagreb.

### Résultats
| Résultats (▼dom., ►ext.) | DIN | HAJ | IST | LOK | OSI | RIJ | SLA | SPL | ZAD | ZAG | DIN | HAJ | IST | LOK | OSI | RIJ | SLA | SPL | ZAD | ZAG |
| Dinamo Zagreb            |     | 3-0 | 2-0 | 3-0 | 5-0 | 3-0 | 4-0 | 1-0 | 5-0 | 1-1 |     | 4-0 | 4-1 | 2-1 | 3-0 | 4-0 | 3-2 | 2-0 | 2-0 | 2-0 |
| HNK Hajduk Split         | 2-3 |     | 1-1 | 2-2 | 2-1 | 1-1 | 2-0 | 2-1 | 6-0 | 0-2 | 1-1 |     | 5-3 | 2-1 | 3-2 | 1-2 | 2-1 | 1-2 | 2-2 | 1-0 |
| NK Istra 1961            | 0-4 | 0-2 |     | 3-2 | 0-0 | 0-1 | 1-0 | 2-0 | 1-1 | 1-2 | 1-1 | 3-2 |     | 1-1 | 1-0 | 0-0 | 2-2 | 1-1 | 0-0 | 2-1 |
| NK Lokomotiva            | 3-4 | 2-5 | 4-2 |     | 2-0 | 2-1 | 0-0 | 1-1 | 0-1 | 3-0 | 1-2 | 2-1 | 1-2 |     | 2-2 | 1-0 | 2-0 | 0-3 | 1-5 | 1-2 |
| NK Osijek                | 1-2 | 2-0 | 1-1 | 1-4 |     | 0-1 | 2-3 | 1-1 | 4-1 | 1-0 | 1-1 | 0-1 | 1-0 | 0-2 |     | 0-0 | 3-2 | 4-0 | 2-1 | 1-0 |
| HNK Rijeka               | 1-2 | 4-2 | 3-1 | 6-0 | 2-1 |     | 3-0 | 1-1 | 6-1 | 3-0 | 2-2 | 3-0 | 3-0 | 5-0 | 3-0 |     | 1-1 | 2-0 | 4-0 | 4-1 |
| NK Slaven Belupo         | 0-0 | 0-1 | 1-1 | 0-2 | 2-0 | 1-1 |     | 1-0 | 4-0 | 3-2 | 0-0 | 0-2 | 2-1 | 4-0 | 2-1 | 1-1 |     | 1-0 | 2-0 | 2-1 |
| RNK Split                | 0-0 | 1-1 | 1-1 | 2-2 | 3-0 | 0-3 | 2-0 |     | 3-0 | 2-2 | 1-5 | 1-1 | 2-2 | 0-1 | 3-2 | 1-1 | 2-0 |     | 1-1 | 1-2 |
| NK Zadar                 | 1-3 | 0-3 | 1-1 | 2-5 | 2-1 | 0-1 | 4-0 | 1-2 |     | 2-2 | 0-1 | 2-0 | 2-0 | 2-2 | 3-1 | 0-2 | 1-0 | 1-1 |     | 0-1 |
| NK Zagreb                | 0-0 | 2-2 | 1-0 | 2-0 | 1-2 | 1-3 | 2-1 | 1-1 | 3-0 |     | 1-1 | 2-0 | 4-0 | 0-6 | 0-4 | 1-2 | 1-0 | 1-2 | 3-0 |     |

### Barrage de promotion-relégation
| Équipe 1                | Résultat | Équipe 2           | Aller | Retour |
| ----------------------- | -------- | ------------------ | ----- | ------ |
| forfait NK Sesvete (D2) | -        | (D1) NK Istra 1961 | -     | -      |

- Les deux clubs se maintiennent au sein de leur championnat respectif.

## Bilan de la saison
| Championnat de Croatie de football 2014-2015                        |                           |
| Champion                                                            | Dinamo Zagreb (17e titre) |
| Coupes et trophées                                                  |                           |
| Vainqueur de la Coupe de Croatie 2014-2015                          | Dinamo Zagreb             |
| Qualifications continentales                                        |                           |
| Ligue des champions de l'UEFA 2015-2016                             | Dinamo Zagreb             |
| Ligue Europa 2015-2016                                              | HNK Rijeka                |
| Ligue Europa 2015-2016                                              | HNK Hajduk Split          |
| Ligue Europa 2015-2016                                              | NK Lokomotiva Zagreb      |
| Promotions et relégations                                           |                           |
| Promus en Championnat de Croatie de football                        | NK Inter Zaprešić         |
| Relégués en Championnat de Croatie de football de deuxième division | NK Zadar                  |